# James White (film)
James White è un film del 2015 scritto e diretto da Josh Mond.
Il film è interpretato da Christopher Abbott, Cynthia Nixon, Scott Mescudi e Ron Livingston. Si tratta dell'esordio alla regia di Mond, su una sua sceneggiatura semi-autobiografica.

## Trama
Il ventenne James White conduce uno stile di vita edonistico e autodistruttivo, il padre è da poco deceduto mentre la madre lotta contro un cancro. Vive alla giornata, senza obiettivi e usando la malattia della madre come alibi. Ma quando le condizioni di salute della donna si aggravano, James sente la pressione su di sé e decide di assumersi le sue responsabilità e trovare la sua strada.

## Distribuzione
Il film è stato presentato in anteprima al Sundance Film Festival 2015, il 23 gennaio, dove ha vinto il Best of Next! Audience Award. Successivamente è stato presentato in molti festival cinematografici internazionali, tra cui Deauville Film Festival, Locarno International Film Festival e Toronto International Film Festival.
Il film è stato distribuito nelle sale cinematografiche statunitensi il 13 novembre 2015.

## Riconoscimenti
- 2015 - Sundance Film Festival
  - Best of Next! Audience Award
- 2015 - AFI Fest
  - Premio del pubblico
- 2015 - Deauville Film Festival
  - Revelations Prize
- 2015 - Gotham Independent Film Award[1]
  - Candidatura a Miglior attore (Christopher Abbott)
  - Candidatura a Miglior regista rivelazione (Josh Mond)
- 2015 - Hamptons International Film Festival
  - Miglior attore (Christopher Abbott)
- 2015 - Locarno International Film Festival
  - Premio Don Chisciotte
  - Candidatura al Pardo d'oro
- 2016 - Independent Spirit Award
  - Candidatura a Miglior film d'esordio
  - Candidatura a Miglior attore protagonista (Christopher Abbott)
  - Candidatura a Miglior attrice non protagonista (Cynthia Nixon)